# Tshaghtsharan
Chaghcharan o Tshaghtsharan (Persa: چغچران) és una ciutat de l'Afganistan capital del districte del mateix nom i de la província de Ghor. El seu nom antic fou Ahangaran. La població és de majoria tadjik. Està situada a la vora del riu Hari i té uns 15.000 habitants. Hi ha un aeròdrom a 1,5 km a l'est-nord-est. Es seu del contingent militar lituà que inclou danesos, croats, ucraïnesos i islandesos.